# Drassodes vorax
Drassodes vorax är en spindelart som beskrevs av Embrik Strand 1906. Drassodes vorax ingår i släktet Drassodes och familjen plattbuksspindlar.
Artens utbredningsområde är Etiopien. Inga underarter finns listade i Catalogue of Life.